# 温布泽鲁
温布泽鲁是巴西帕拉伊巴州的一个市镇。总面积180.872平方公里，2006年总人口8393人，人口密度46.4人/平方公里。